# Giorgia Bordignon
Giorgia Bordignon (Gallarate, 24 de maio de 1987) é uma halterofilista italiana, medalhista olímpica.

## Carreira
Bordignon conquistou a medalha de prata nos Jogos Olímpicos de Verão de 2020 em Tóquio, após levantar 232 kg na categoria feminina para pessoas com até 64 kg. Anteriormente, havia competido nas Olímpiadas do Rio de Janeiro em 2016, mas não teve bons resultados.